# Viaduc du Chéran
Le viaduc du Chéran est un pont autoroutier de France situé en Haute-Savoie et permettant le franchissement du Chéran à Alby-sur-Chéran. Il est emprunté par l'autoroute A41 depuis sa mise en service en 1974.